# Коста Димитријевић
Коста Димитријевић (Београд, 17. јул 1933 — Београд, 30. мај 2021) био је српски и југословенски књижевник, публициста, новинар и сарадник за науку листа Политика у пензији. Писао је приповетке, путописе, романсиране биографије, есеје и ликовне критике, а по његовим сценаријима урађене су многе радио драме и ТВ емисије. Током живота је објавио 52 фељтона, 35 књига и више од 2.000 прилога у часописима. Књиге су му превођене на француски, енглески, италијански и пољски језик.
Димитријевић је члан Удружења књижевника Србије (од 1962), као и Удружења за културу, уметност и међународну сарадњу „Адлигат”, где се уједно налази и његова збирка књига, архивске грађе и разних културних добара.
Добитник је низа награда и признања, укључујући пет награда за животно дело, између осталог Награде за животно дело УНС-а и УКС-а, Вукове награде,  Октобарске награде града Београда, Награде академије „Иво Андрић” и друге.

## Биографија
Коста Димитријевић родио се 17. јула 1933. године у Београду, где се и школовао. Дипломирао је 1958. године на Филозофском факултету Универзитета у Београду. 
Као студент, Коста је сарађивао у омладинској штампи, а од 1960. године радио је као новинар ПУБ завода Југославија и једно време као уредник за Београд крушевачког књижевног листа Багдала. Исте године почиње и његова каријера у листу Политика, у којем ће Коста радити као новинар, на различитим радним местима – од уредника културне рубрике до сарадника за науку, све до пензионисања 1994. године.
Као новинар Политике често је путовао ван тадашње Југославије, а само Париз посетио је тридесетак пута, о чему ће писати у књижици репортажа „Париз сна и јаве” (1962). Први је новинар који је за време власти КПЈ отишао у Лондон да би разговарао са Милошем Црњанским , а у том периоду урадио је и интервју са краљевићем Томиславом Карађорђевићем. Због свог критичког писања, али и тематика често неусклађених са тадашњом политичком идеологијом, имао је сукобе са политичком влашћу, те је током две деценије рада неретко био забрањиван, премештан на лошија радна места и примораван да води дуге судске спорове. Ова дешавања сликовито ће описати у својим књигама „Време забрана” (1991), „Прљави Хаџи” (1995) и „Прогони писца” (2002).  
На позив Иве Андрића писао је његову животну исповест и објавио је у оквиру књиге „Разговори и ћутања Иве Андрића” (1972). Написао је и „Животне исповести: Милан Будимир, Божидар Ковачевић, Војислав Мини” (2001), „Момо Капор: сећања и дружење” (2010) и „Разговори са Миланом Кашанином” (2015). Костино стваралаштво везано за животне исповести знаменитих уметника нарочито је позитивно оцењено од стране критике и спада у врхунска дела српске биографске и документарне прозе.   
Припадао је групи неосимболиста, заједно са Бранком Миљковићем, о коме ће написати роман „Убијени песник: роман о Бранку Миљковићу” (2002).   
Осим рада у Политици, по ком је најпознатији, сарађивао је и са бројним другим домаћим и иностраним листовима и часописима, као што су НИН, Дуга, Летопис матице српске, Књижевност, Савременик, Српска реч, Погледи и други. 
По Костиним сценаријима урађене су многе радио и ТВ емисије, међу којима се истичу драме посвећене животу Ернеста Хемингвеја, Константина Станиславског и Миливоја Живановића. У документарном филму „Династија Карађорђевића” (1991) био је сценариста и водитељ разговора, а ТВ Политика је по његовом казивању снимила и приказала документарни филм „Београд у сећањима Косте Димитријевића”.
Преминуо је 30. маја 2021. године.

## Збирка Косте Димитријевића у Удружењу „Адлигат”
Године 2017. Коста Димитријевић отпочео је формирање своје збирке у Удружењу за културу, уметност и међународну сарадњу „Адлигат”, поклонивши им бројне књиге са посветама великана и значајну архивску грађу, али и фотографије са потписима Волта Дизнија, Виториа де Сике и Жака Превера, као и збирку поетских текстова „Фатрас”, богато илустровану Преверовим цртежима. Фотографију са потиписом Дизнија Кости је поклонио Момчило Јојић, предратни дописник Политике, који се, поред Дизнија, дружио и правио интервјуе и са Чарлијем Чаплином, док је потписе Превера добио од чувеног писца лично, упознавши га приликом једне од својих бројних посета Паризу.
Међу богатом донацијом књига, докумената и посвета налази се и ретко, прво издање „Одабраних стихова“ (1954) Милоша Црњанског из Париза, са посветом аутора Кости. Коста је Удружењу поклонио и цртеж и песму Леонида Шејке, једног од најзначајнијих југословенских сликара, посвете Душана Матића и Добрице Ерића, оригиналне фотографије Иве Андрића, Десанке Максимовић, Весне Парун, Мирослава Крлеже, као и две потписане фотографије француског писца Жана Брулеа. 

## Дела (библиографија)
Коста Димитријевић написао је и објавио: 
- „Париз сна и јаве” (књига репортажа, 1962)
- „Нушић: чаробњак смеха" (1965)
- „Кнез Милош” (романсирана биографија, 1970),
- „Вожд Карађорђе” (романсирана биографија, 1971),
- „Јунаци Српске трилогије говоре” (историјска хроника, 1971),
- „Вук и кнез” (1972),
- „Народни уметници Југославије” (монографија, 1976),
- „Разговори и ћутања Ива Андрића” (биографија и мемоари, 1975),
- „Наива у Југославији: лексикон сликара и вајара” (монографија, 1979),
- „Београђанка ”(1983),
- „Седам прича о белом граду” (1986),
- „Казивања Јанка Брашића” (монографија, 1987),
- „Живот боемске Скадарлије” (1990),
- „Време забрана” (1991),
- „Никола Тесла: српски геније” (романсирана биографија, 1992),
- „Прљави Хаџи” (1995),
- „Романтично-боемска Скадарлија” (1997),

- „Прилози за историју Земуна” (2000),
- „Старобеоградска хроника” (2001),
- „Српски великани” (2001),
- „Животне исповести: Милан Будимир, Божидар Ковачевић, Војислав Мини” (2001),
- „Убијени песник: роман о Бранку Миљковићу” (2002),
- „Прогони писаца: време (не)подобности” (биографија и мемоари, 2002),
- „Момо Капор: сећања и дружење” (биографија и мемоари, 2010),
- „Необичне судбине: животни фрагменти” (2011),
- „Векови Београда: старобеоградска хроника” (2011),
- „Без суда и пресуде: неосимболистичке приповетке” (2010),
- „Београђанка: роман о једном сметењаку” (2013),
- „Пробој Солунског фронта: јунаци Српске трилогије говоре” (2014),
- „Разговори са Миланом Кашанином” (2015) и
- „Најлепше приповетке” (2015).

## Награде
Добитник је бројних награда и признања, укључујући:
- Награда за животно дело УНС-а
- Награда за животно дело УКС-а,
- Вукова награда,
- Октобарска награда града Београда,
- Награда академије „Иво Андрић”
- Плакета Народне библиотеке Србије,
- Награда уметничког удружења „Ђура Јакшић”,
- Плакета „Бранислав Нушић”,
- Плакета „Милена Павловић Барили” и др.